# Чугуїв (авіабаза)
Авіабаза Чугуїв — аеродром спільного використання на західній околиці міста Чугуїв. На аеродромі несе службу 203-тя навчальна авіаційна бригада. Летовище також використовується Державним підприємство «Чугуївський авіаційний ремонтний завод».

## Історія
У 1938 році на базі 2-ї бригади 9-ї військової школи льотчиків та льотчиків-спостерігачів сформовано Чугуївське військове авіаційне училище льотчиків-винищувачів (ЧВАУЛ) на літаках Р-5, І-5І-5, І-15, І-16.
У 1940 році ЧВАУЛ було одним з найбільших військових навчальних закладів у ВПС РСЧА. 1 березня 1941 року на підставі наказу НКО, у зв'язку зі зменшенням терміну навчання, ЧВАУЛ було перейменовано в 9-у Чугуївську військову школу пілотів. На той час школа перейшла на один тип літаків-винищувачів — І-16

### Німецько-радянська війна
Після початку німецько-радянської війни, з наближенням німецьких військ, 16 вересня 1941 школа перебазувалася в Казахську РСР.
29 жовтня 1941 року аеродром був зайнятий німецькими окупаційними військами. На той момент крім основного аеродрому «Чугуїв-2» поблизу розташовувалися ще 3 аеродроми/злітно-посадкові смуги. 8 травня 1942 року з прибуттям Jagdgeschwader 3 активізувалося розбудова авіабази. Активно використовувався німецькою авіацією у травні-червні 1942 та у лютому-березні 1943 року.
| Дата                   | Частина                          | Літаки                                       |
| ---------------------- | -------------------------------- | -------------------------------------------- |
| травень 1942           | штаб, 1,3 групи Jagdgeschwader 3 | Bf-109F/G                                    |
| травень — червень 1942 | 2 група Jagdgeschwader 3         | Bf 109F                                      |
| травень 1942           | 2, 3 групи Zerstörergeschwader 2 | Messerschmitt Bf 109 G, Messerschmitt Bf 110 |
| червень 1942           | 1 група Zerstörergeschwader 2    | Messerschmitt Bf 110                         |

10-12 серпня 1943 року Чугуїв був зайнятий радянськими військами. 15 серпня 1943 року на аеродром перебазувався 51-й дальньобомбардувальний авіаційний полк.. Наприкінці травня 1945 року на своє місце базування повернулася школа пілотів та продовжила готувати курсантів на літаках Ут-2, Ла-5, Ла-7.

### Після Другої світової війни
У вересні 1945 року школа була знову перейменована в Чугуївське військове авіаційне училище льотчиків. У лютому 1946 року у селі Гракове на базі 7-ї ескадрильї училища було сформовано 810-й навчальний авіаційний полк. У вересні 1951 року полк перебазовується на аеродром міста Чугуїв. На озброєнні полку перебували Міг-15 (1952—1960), Міг-17 (1960—1975), Міг-21 (1975—1992).

### У Незалежній Україні
Після розпаду СРСР, у 1992 році, 810-й навчальний авіаційний полк присягнув на вірність українському народові і увійшов до складу Збройних сил України.
У грудні 1995 року частина була переведена на нову організаційно-штатну структуру. На базі полку, окремого батальйону зв'язку, радіотехнічного забезпечення і окремого батальйону аеродромно-технічного забезпечення було створено 203-тю навчальну авіаційну базу, а із серпня 2004 року вона стала іменуватися 203-ю навчальною авіаційною бригадою.
З 1 вересня 2004 року 203-тя навчальна авіаційна бригада увійшла до складу Харківського університету Повітряних Сил імені Івана Кожедуба (ХНУПС).

### Російсько-українська війна (з 2014)
Після початку російсько-українська війни авіабаза вікористовувалася підрозділами, залученими до виконання завдань в зоні АТО. У квітні 2014 
році зведена група 12-та окрема бригада армійської авіації (колишній 7-й полк АА) перебазувалася на аеродром Чугуїв.
6 грудня 2014 та 23 серпня 2016 року на авіабазі Чугуїв здійснювалася урочиста передача військової техніки Збройним силам України.
29 грудня о 20:34 з військового аеродрому у Чугуєві Харківської області до Києва вилетів літак зі звільненими з полону українцями
23 травня 2021 року на авіабазі «Чугуїв» проходили навчання резервістів з ліквідації диверсійної групи.

## Авіакатастрофи
28 березня 2019 року один з гелікоптерів Мі-2МСБ зазнав аварію, тоді обійшлось без жертв.
2 липня 2019 року курсант ХНУПС Олексій Биченко, керуючи в самостійному навчальному польоті літаком L-39С (бортовий № 08), доповів керівнику польотів про раптову зупинку двигуна, після чого за його командою катапультувався. Літак впав біля Куп'янського водосховища і згорів, а курсант, проявивши холоднокровність і професіоналізм, відбувся легким переляком і продовжив навчання в університеті.
25 вересня 2020 року зазнав авіакатастрофи літак Ан-26Ш (бортовий № 76). Тоді загинуло 26 чоловік (7 членів екіпажу та 19 курсантів), 1 курсант вижив. 22 грудня 2020 року Печерський районний суд м. Києва взяв під варту командира бригади (в/ч А-4104) В'ячеслава Глазунова за підозрою в недбальстві та порушенні підготовки і правил польотів і керівника польотів Олександра Жука за підозрою в порушенні підготовки та правил польотів, недбалості (відповідно), що призвело до катастрофи літака Ан-26 та загибелі 26 військовослужбовців.